# Диксон, Кэмпбелл
Джордж Уильям Кэмпбелл Диксон (Ди́ки; англ. George William Campbell Dixon; 10 декабря 1895, Уз, Тасмания, Британская империя — 25 мая 1960, Лондон, Великобритания) — австралийский и британский журналист, публицист и драматург. Был сотрудником хобартской газеты The Mercury, мельбурнских The Argus и The Herald, лондонской Daily Mail; с 1931 года до своей смерти возглавлял подразделение кинокритики газеты The Daily Telegraph. В 1950 году занимал пост президента британского Общества критиков.
Пьесы Диксона легли в основу сценариев фильмов «Остров избавления» (1930) режиссёра Говарда Бретертона, «Секретный агент» (1936) Альфреда Хичкока и, по одной из версий, фильма Энтони Асквита «Радио свободы» (1941).

## Биография

### Происхождение. Молодость в Австралии

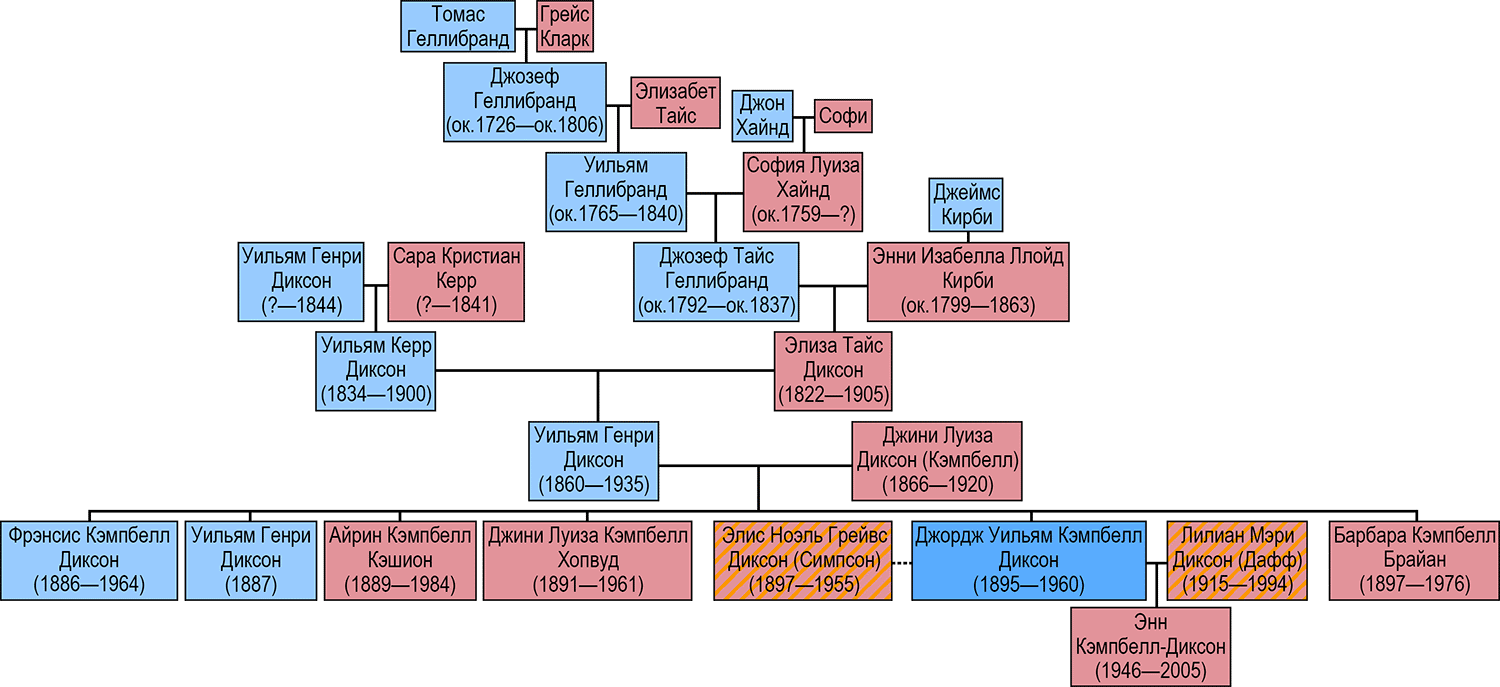
Генеалогическое древо Кэмпбелла Диксона

Джордж Диксон родился в поместье Лейнтуордайн в нескольких километрах от небольшого тасманийского города Уза в 1895 году в семье Уильяма Генри Диксона (1860—1935) и Джини Луизы Диксон, урождённой Кэмпбелл (1863—1920). Диксон-старший был влиятельным местным политиком-пасторалистом и позднее, в период нахождения Уолтера Ли в должности премьера Тасмании, избирался в состав законодательного собрания штата (1919—1922), а также председательствовал в Муниципальной ассоциации Тасмании (1920—1923). Дедом Уильяма Диксона по материнской линии был первый генеральный прокурор Земли Ван-Димена Джозеф Геллибранд (1792—1837), а двоюродным братом — военный деятель Джон Геллибранд (1872—1945).
Джордж окончил Школу Хатчинса, в 1913 году поступил в Университет Тасмании, получив литературную стипендию, и окончил его с высшим отличием (англ. with High Distinction) по направлениям древней и современной истории.
В период обучения в школе и университете Диксон был многообещающим игроком в крикет. В играх Ассоциации крикета Тасмании он выступал за Восточный Хобарт. Кроме того, в 1915 году Диксон представлял Южную Тасманию в матчах против Севера и играл за эту сборную, а затем и за сборную штата в целом, в матчах с командой экспедиционных сил Австралии, расквартированных в тренировочном лагере в пригороде Хобарта Клэрмонте.
Карьеру журналиста Диксон начал в хобартской газете The Mercury. В 1918 году он устроился в штат периодического издания The Argus, в связи с чем переехал на континент, в Мельбурн. В феврале 1920 года Диксон в качестве одного из двух представителей прессы Тасмании принял участие в 9-й ежегодной конференции Федерального совета Ассоциации журналистов Австралии. Через некоторое время молодой репортёр вновь сменил место работы, перейдя в другую мельбурнскую газету The Herald, первоначально — в качестве автора передовицы.

### Путешествие через Евразию

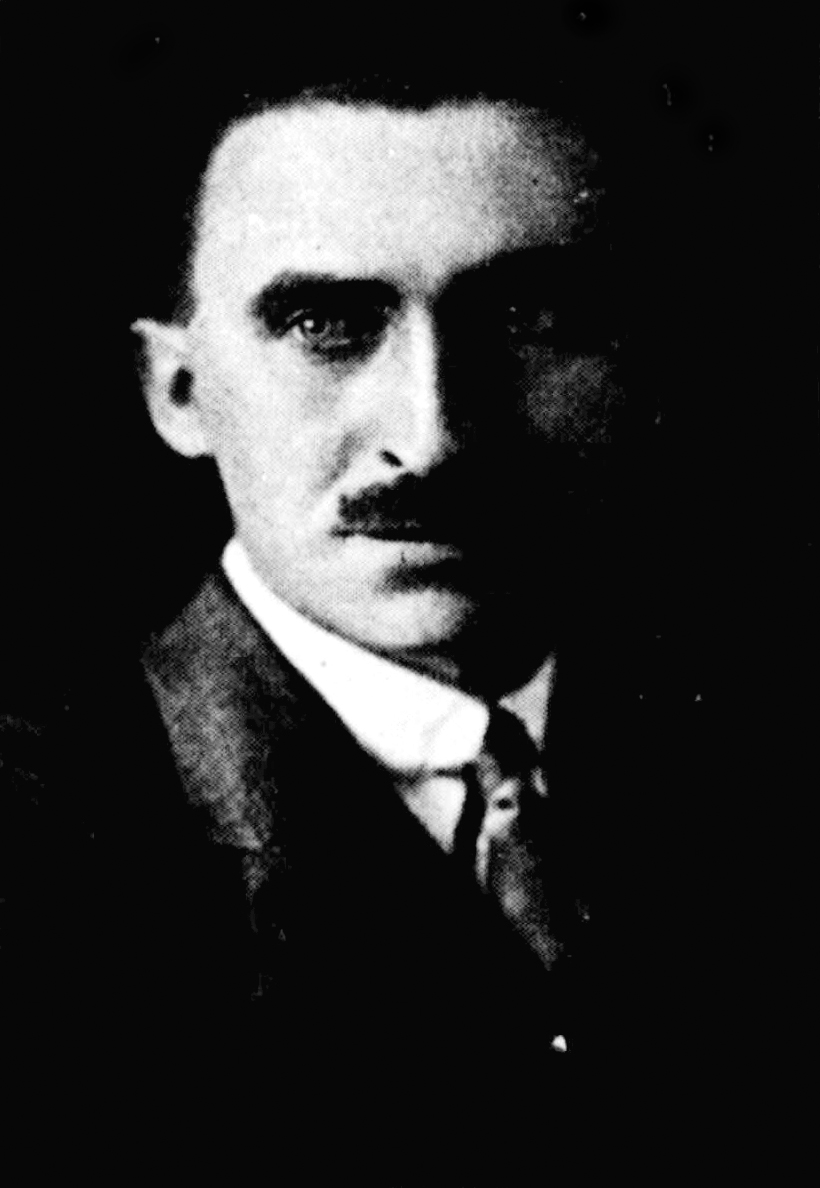
Джордж Уильям Кэмпбелл Диксон
(около 1924)

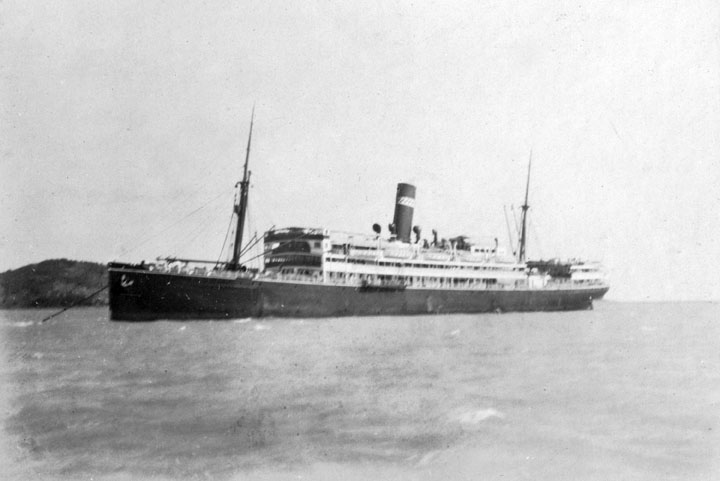
Пароход Marella компании Burns Philp, на котором Диксон отбыл из Сиднея 2 июня 1924 года

Отплыв 2 июня 1924 года из Сиднея на пароходе Marella судоходной компании Burns Philp, идущем через австралийские порты на Яву и Сингапур, Диксон отправился в путешествие через страны Восточной Азии и — далее — весь Советский Союз в Лондон, начав его с посещения административного центра Северной территории Австралии Дарвина. В ходе своей длительной поездки он как специальный корреспондент публиковался сразу в нескольких печатных изданиях Австралии и Новой Зеландии на тему особенностей жизни в посещённых им странах, воспринимаемых читательской аудиторией как экзотические.
Во избежание проблем при въезде в СССР Диксон заблаговременно получил у известного австралийского деятеля профсоюзного движения, сооснователя Коммунистической партии Австралии Тома Уолша рекомендательное письмо московскому редактору Тони Толлагсену Тьорну, в котором был аттестован как «никоим образом не коммунист, но хороший человек, намеренный рассказать правду о России». В результате въездной паспорт, заверенный полномочным представителем СССР в Китае Л. М. Караханом, журналисту был оформлен всего за трое суток, хотя в тот период по аналогичным запросам решение выносилось обычно не ранее, чем через несколько месяцев.
(Позднее дипломатическая миссия Австралии пыталась истребовать у Диксона копию рекомендации, трактовавшейся в антипрофсоюзной среде как доказательство того, что Уолш является коммунистическим агентом. 20 ноября 1925 года, через два дня после получения им письма Диксона об этом, Уолш вместе с секретарём бастующего Союза моряков Австралии, где председательствовал, Джейкобом Йоханссоном был арестован по мотивам угрозы торговле и общественному порядку для последующей депортации. Это стало результатом двухмесячной работы Депортационного совета и прямого указания премьер-министра Австралии Стэнли Брюса. Месяц спустя Верховный суд признал арест и предполагаемую высылку незаконными.)
На основе путевых заметок, помимо отдельных статей в прессе, Диксоном была также написана книга «Из Мельбурна в Москву» (англ. From Melbourne to Moscow, 1925), одобрительно встреченная критиками и достаточно успешная у читателей.
Конечной точки своего маршрута — столицы Британской империи, Лондона — журналист достиг в ноябре 1924 года. К этому моменту он был серьёзно болен и практически лишён средств к существованию. Однако вскоре Диксона (уже не являвшегося сотрудником The Herald) взяли на работу в должности литературного редактора в газету Daily Mail, которую он занимал до 1931 года (в этот период Диксон также командировался от издания спецкорреспондентом в Северную и Западную Африку).

### Работа вThe Daily Telegraph. Кинокритика
Уильям Юарт Берри, ставший в 1928 году вместе с братом Гомером и медиамагнатом Эдвардом Айлиффом владельцем газеты The Daily Telegraph, купив её у виконта Бёрнэма, пригласил в неё Диксона для консультаций по развитию, привлечённый его опытом редакторской работы в Daily Mail — одном из крупнейших СМИ того времени. Ответственным за кинокритику в Telegraph тогда же был назначен Джордж Артур Аткинсон, прежде работавший в Sunday Express, — однако полтора года спустя тот перешёл на должность редактора в издание The Era. Тогда Диксон, как наиболее интересующийся кинематографом сотрудник, временно занял его место и через несколько месяцев бесплодных поисков редакцией других достойных претендентов согласился остаться на этой позиции.

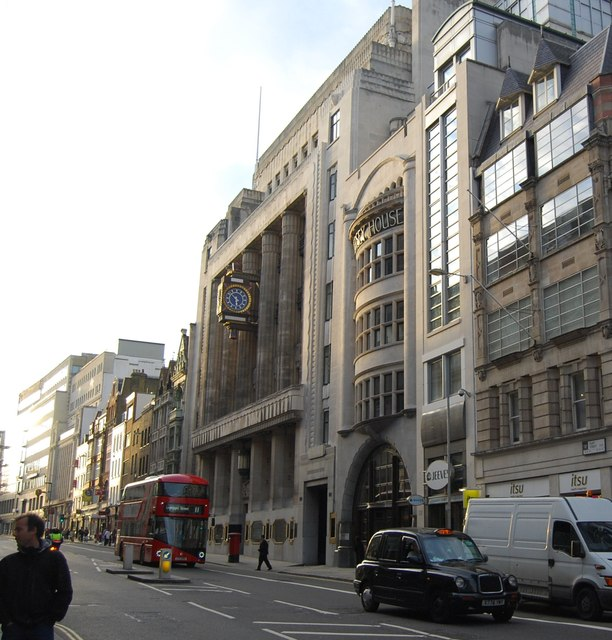
Здание газеты The Daily Telegraph в 1928—1987 гг. (Флит-стрит, д. 135—141)

Колумнист американского еженедельника Motion Picture Herald Фред Айер в 1933 году отнёс Кэмпбелла Диксона наряду с Джеймсом Эгейтом, Седриком Белфриджем и Полом Холтом к числу сильнейших критиков Великобритании (при этом остальных трёх журналистов в отличие от Диксона Айер выделяет ещё и как последовательно критикующих американский кинематограф). По мнению театрального критика New York Herald Tribune Ричарда Уоттса-младшего, высказываемые Диксоном мнения ценны, помимо их прямоты, также и из-за личности, которая стоит за ними. Согласно оценке профессора истории кинематографа Портсмутского университета Сью Харпер, на середину 1930-х годов Диксон принадлежал к меньшинству критиков более широких взглядов, чем приверженцы преобладающей «обывательской», «среднелобой» (англ. middlebrow) позиции, — в частности лояльнее других относясь к отсутствию максимальной фактологической точности в британских костюмных исторических фильмах. Но и он начал принимать эту парадигму к 1937 году, когда она вовсе стала устойчивой доминантой.
В мае 1937 года журнал World Film News, занимавшийся разбором и обобщением критических публикаций, выбрал обзор фильма «Благословенная земля» в The Daily Telegraph авторства Диксона лучшей рецензией месяца.
В октябре 1941 года Диксон был отправлен в полугодовую командировку в США в качестве специального корреспондента The Daily Telegraph — в первую очередь для наблюдения за производством фильмов в военный период. В ходе этой поездки он в частности нанёс визиты супружеским парам кинематографиста Александра Корды и актрисы Мерл Оберон, актёров Седрика Хардвика и Хелены Пикард, комику Джеку Бенни, кинопродюсеру Сэмюэлу Голдвину, режиссёру Эрнсту Любичу, а также Чарли Чаплину, с которым у него произошла обстоятельная беседа. Свои впечатления о жизни в Голливуде Диксон описал так:

У них фантастические зарплаты. Любой, кто получает 500 фунтов в неделю, — это лишь средний класс, а обычный уровень жизни там невероятно высок. У каждого есть большая блестящая машина, и даже домработники и садовники приезжают на «Фордах» и «Шевроле».
Оригинальный текст (англ.)They earn fantastic salaries. Anyone getting 500 a week is only middle class, and the standard of living is incredibly high. Everyone has a big and glittering car, and even chars and gardeners arrive in Fords or Chervrolets.

Диксон входил в состав совета (1933, 1937, 1939, 1942) и исполнительного комитета (1942) британского Общества критиков и в 1934 и 1941 годах избирался председателем секции кинематографа. По итогам ежегодных выборов в 1949 году он стал вице-президентом общества, а на следующий год — президентом, сменив в этой роли ведущего критика The Times Энтони Кукмана, и в 1951 году в свою очередь передал руководство новому избранному президенту — музыковеду  Робину Халлу.
В 1954 году председатель Кинематографического общества Оксфордского университета Р. Г. Хэмилтон[уточнить] назвал самыми непредвзятыми и непопулистскими критиками Кэмпбелла Диксона, Дилис Пауэлл и Ричарда Мэллетта, охарактеризовав последнего как наиболее честного из всех, но, возможно, подходящего к анализу менее основательно, чем другие.
Широкую известность получило высказывание Диксона из его рецензии на фильм ужасов студии Hammer Film Productions «Проклятие Франкенштейна» (1957) о том, что для кинокартин с таким количеством сцен, демонстрирующих отчленённые органы, следовало бы ввести, в дополнение к существующим, новую рейтинговую категорию — «Только для садистов». Преподаватель киноведения Манчестерской школы искусства Дэвид Хаксли приводит фразу как пример наиболее распространённой направленности критики фильмов ужасов, заключающейся в указании на дурновкусие. Киновед Денис Мейкле использовал её в качестве эпиграфа для своей книги 2008 года A History of Horrors (с англ. — «История ужасов»). Бывший преподаватель современного кинематографа и теории кино в колледже Биркбек Иэн Купер, комментируя цитату Диксона, отмечает, что при ретроспективном взгляде, с учётом принятой к настоящему времени значимости наследия студии Hammer, резко негативная критика её кинолент в 1950-х годах шокирует и в этом контексте является поучительным фактом.
Последние годы жизни Диксон часто болел, и периодически на рабочем посту в The Daily Telegraph его заменял Патрик Гиббс (1915—2008). В дальнейшем, после скоропостижной смерти 25 мая 1960 года в лондонской больнице Хаммерсмит в очередной раз слёгшего Диксона, Гиббс и был назначен на его место главного кинокритика газеты, проработав в этой должности в итоге до 1986 года.
| Список кинофильмов, обозревавшихся Кэмпбеллом Диксоном[*] | Список кинофильмов, обозревавшихся Кэмпбеллом Диксоном[*] | Список кинофильмов, обозревавшихся Кэмпбеллом Диксоном[*] |
| Русское название | Оригинальное название                                     | Дата рецензии[**]                                         |
| --- | --------------------------------------------------------- | --------------------------------------------------------- |
| «Царь царей» | The King of Kings                                         | 19.09.1928[***]                                           |
| «Частная жизнь Генриха VIII» | The Private Life of Henry VIII                            | 25.10.1933                                                |
| «Абдул Проклятый» | Abdul the Damned                                          | 03.03.1935                                                |
| «Браун на Острове Решимости» | Brown on Resolution                                       | 20.05.1935                                                |
| «Новые времена» | Modern Times                                              | 12.02.1936                                                |
| «Как вам это понравится» | As You Like It                                            | 04.09.1936                                                |
| «Наш сражающийся флот» | Our Fighting Navy                                         | 26.04.1937                                                |
| «Снова прощай» | Farewell Again                                            | 10.05.1937                                                |
| «Утренний патруль» | The Dawn Patrol                                           | 20.02.1939                                                |
| «Собака Баскервилей» | The Hound of the Baskervilles                             | 10.07.1939                                                |
| «У льва есть крылья» | The Lion Has Wings                                        | 31.10.1939                                                |
| «Газовый свет» | Gaslight                                                  | 16.06.1940                                                |
| «Леди Гамильтон» | Lady Hamilton                                             | 04.08.1941                                                |
| «Миссис Минивер» | Mrs. Miniver                                              | 08.07.1942                                                |
| «Орлиная эскадрилья» | Eagle Squadron                                            | 03.08.1942                                                |
| «История истребителя „Спитфайер“» | The First of the Few                                      | 24.08.1942                                                |
| «Старая матушка Райли — детектив» | Old Mother Riley Detective                                | 14.01.1943                                                |
| «Победа в пустыне» | Desert Victory                                            | 08.03.1943                                                |
| «Слабый пол» | The Gentle Sex                                            | 12.04.1943                                                |
| «Погружаемся на рассвете» | We Dive at Dawn                                           | 24.05.1943                                                |
| «Битва за Британию» | The Battle of Britain                                     | 27.09.1943                                                |
| «Полурай» | The Demi-Paradise                                         | 22.11.1943                                                |
| «Сахара» | Sahara                                                    | 20.12.1943                                                |
| «Кораблестроители» | The Shipbuilders                                          | 13.03.1944                                                |
| «Победа в Тунисе» | Tunisian Victory                                          | 20.03.1944                                                |
| «Двойная страховка» | Double Indemnity                                          | 08.09.1944                                                |
| «Генрих V» | Henry V                                                   | 23.11.1944                                                |
| «Только одинокое сердце» | None but the Lonely Heart                                 | 26.02.1945                                                |
| «Цезарь и Клеопатра» | Caesar and Cleopatra                                      | 17.12.1945                                                |
| «Винтовая лестница» | The Spiral Staircase                                      | 11.02.1946                                                |
| «Вечное возвращение» | L’Éternel Retour                                          | 18.02.1946                                                |
| «Два мира» | Men of Two Worlds                                         | 22.07.1946                                                |
| «Анна и король Сиама» | Anna and the King of Siam                                 | 12.08.1946                                                |
| «Лестница в небо» | A Matter of Life and Death                                | 02.11.1946                                                |
| «Убийцы» | The Killers                                               | 18.11.1946                                                |
| «Большие надежды» | Great Expectations                                        | 16.12.1946                                                |
| «Лучшие годы нашей жизни» | The Best Years of Our Lives                               | 10.03.1947                                                |
| «Чёрный нарцисс» | Black Narcissus                                           | 28.04.1947                                                |
| «Они сделали меня беглецом» | They Made Me a Fugitive                                   | 27.06.1947                                                |
| «Лагерь на каникулы» | Holiday Camp                                              | 04.08.1947                                                |
| «Весна на Парк-лейн» | Spring in Park Lane                                       | 29.03.1948                                                |
| «Танец в бездне» | Good-Time Girl                                            | 03.05.1948                                                |
| «Гамлет» | Hamlet                                                    | 10.05.1948                                                |
| «История мистера Полли» | The History of Mr. Polly                                  | 14.02.1949                                                |
| «Змеиная яма» | The Snake Pit                                             | 19.05.1949                                                |
| «Синяя лампа» | The Blue Lamp                                             | 23.01.1950                                                |
| «Операция „Катастрофа“» | Morning Departure                                         | 27.02.1950                                                |
| «Стальной шлем» | The Steel Helmet                                          | 10.03.1951                                                |
| «Засекреченные люди» | Secret People                                             | 11.02.1952                                                |
| «Я верю в тебя» | I Believe in You                                          | 10.03.1952                                                |
| «Тихий человек» | The Quiet Man                                             | 09.06.1952                                                |
| «Дарёный конь» | Gift Horse                                                | 21.07.1952                                                |
| «Жена плантатора» | The Planter's Wife                                        | 22.09.1952                                                |
| «Плющ и остролист» | The Holly and the Ivy                                     | 27.10.1952                                                |
| «Женщины сумерек» | Women of Twilight                                         | 19.01.1953                                                |
| «Коронование королевы» | A Queen Is Crowned                                        | 06.06.1953                                                |
| «Титаник» | Titanic                                                   | 20.06.1953                                                |
| «Альберт R. N.» | Albert R.N.                                               | 10.10.1953                                                |
| «Слабый и подлый» | The Weak and the Wicked                                   | 06.02.1954                                                |
| «Выбор Хобсона» | Hobson’s Choice                                           | 27.02.1954                                                |
| «Хозяин острова О'Киф» | His Majesty O'Keefe                                       | 01.05.1954                                                |
| «Бродяга» | The Beachcomber                                           | 07.08.1954                                                |
| «Ромео и Джульетта» | Romeo and Juliet                                          | 25.09.1954                                                |
| «И в горе, и в радости» | For Better, for Worse                                     | 02.10.1954                                                |
| «Симба» | Simba                                                     | 22.01.1955                                                |
| «Пока они счастливы» | As Long as They're Happy                                  | 12.03.1955                                                |
| «Лето» | Summertime                                                | 01.10.1955                                                |
| «Я есть фотоаппарат» | I Am a Camera                                             | 15.10.1955                                                |
| «Замочить старушку» | The Ladykillers                                           | 10.12.1955                                                |
| «Путь рядового» | Private’s Progress                                        | 18.02.1956                                                |
| «Последняя охота» | The Last Hunt                                             | 21.04.1956                                                |
| «Последний акт» | Der letzte Akt                                            | 16.06.1956                                                |
| «Это случилось 20 июля» | Es geschah am 20. Juli                                    | 16.06.1956                                                |
| «Белокурая грешница» | Yield to the Night                                        | 16.06.1956                                                |
| «Трапеция» | Trapeze                                                   | 30.06.1956                                                |
| «Король и я» | The King and I                                            | 15.09.1956                                                |
| «Суд над городом» | Town on Trial                                             | 26.01.1957                                                |
| «Проклятие Франкенштейна» | The Curse of Frankenstein                                 | 04.05.1957                                                |
| «Куотермасс 2» | Quatermass 2                                              | 25.05.1957                                                |
| «Чайная церемония» | The Teahouse of the August Moon                           | 01.06.1957                                                |
| «Святая Иоанна» | Saint Joan                                                | 22.06.1957                                                |
| «Нечто ценное» | Something of Value                                        | 29.06.1957                                                |
| «Остров Солнца» | Island in the Sun]                                        | 22.07.1957                                                |
| «Главная улица» | Calle Mayor                                               | 04.09.1957                                                |
| «Банда ангелов» | Band of Angels                                            | 07.09.1957                                                |
| «Король в Нью-Йорке» | A King in New York                                        | 14.09.1957                                                |
| «Тихий американец» | The Quiet American                                        | 19.01.1958                                                |
| «Сайонара» | Sayonara                                                  | 08.02.1958                                                |
| «Седьмая печать» | The Seventh Seal                                          | 08.03.1958                                                |
| «Дюнкерк» | Dunkirk                                                   | 22.03.1958                                                |
| «Здравствуй, грусть!» | Bonjour Tristesse                                         | 29.03.1958                                                |
| «Гибель „Титаника“» | A Night to Remember                                       | 05.07.1958                                                |
| «Так держать, сержант» | Carry On Sergeant                                         | 20.09.1958                                                |
| «Собака Баскервилей» | The Hound of the Baskervilles                             | 15.11.1958                                                |
| «Постоялый двор шестой степени счастья» | The Inn of the Sixth Happiness                            | 22.11.1958                                                |
| «Холостяк» | Bachelor of Hearts                                        | 20.12.1958                                                |
| «Устами художника» | The Horse’s Mouth                                         | 07.02.1959                                                |
| «Никаких деревьев на улице» | No Trees in the Street                                    | 07.03.1959                                                |
| «Так держать, медсестра» | Carry On Nurse                                            | 09.03.1959[†]                                             |
| «Сапфир» | Sapphire                                                  | 09.05.1959                                                |
| «Оглянись во гневе» | Look Back in Anger                                        | 27.05.1959                                                |
| «Пожмите руку дьяволу» | Shake Hands with the Devil                                | 30.05.1959                                                |
| «Рёв мыши» | The Mouse That Roared                                     | 18.07.1959                                                |
| «История монахини» | The Nun’s Story                                           | 25.07.1959                                                |
| «Я в порядке, Джек!» | I’m All Right Jack                                        | 15.08.1959                                                |
| «Северо-западная граница» | North West Frontier                                       | 10.10.1959                                                |
| «Любовники» | Les Amants                                                | 31.10.1959                                                |
| «Душители из Бомбея» | The Stranglers of Bombay                                  | 05.12.1959                                                |
| | Agioupa, to koritsi tou kampou                            | 08.02.1960                                                |
| «Так держать, констебль» | Carry On Constable                                        | 27.02.1960                                                |
| «Четыреста ударов» | Les 400 Coups                                             | 05.03.1960                                                |
| «Сердитая тишина» | The Angry Silence                                         | 12.03.1960                                                |
| «Подглядывающий» | Peeping Tom                                               | 09.04.1960                                                |
| *Данный список неполон **При отсутствии уточнения подразумевается публикация в The Daily Telegraph ***В газете Illustrated Tasmanian Mail †В газете The Guardian |                                                           |                                                           |

### Драматургия
См. также раздел «Драматические произведения»
Диксон впервые из драматургов адаптировал для театра произведение Олдоса Хаксли, написав в 1928 году по его роману «Контрапункт» пьесу This Way to Paradise (с англ. — «Этот путь в рай»). Несмотря на не вполне удачный результат, как и последовавшую постановку Леона М. Лайона, данная работа поспособствовала возвращению Хаксли интереса к этой области искусства и вдохновила его на уже самостоятельное сочинение пьесы «Мир света» (англ. The World of Light), опубликованной в 1931 году. Репортёр мельбурнского журнала Table Talk отметил в тот период, что сочетание «Кэмпбелл Диксон» теперь используют в качестве полного имени.
В 1929 году Диксон стал первым австралийцем, принявшим участие в создании звукового фильма, когда одна из крупнейших на тот момент голливудских кинокомпаний First National Pictures приобрела права на его непубликовавшуюся пьесу Isle of Escape (с англ. — «Остров избавления»), основанную на одноимённом романе Джека Макларена. Это произошло всего за несколько месяцев до поглощения First National Pictures компанией Warner Bros., которая и воплотила фильм в жизнь. Однако эта выпущенная в 1930 году экранизация, где главные роли исполнили Монти Блю и Мирна Лой, в настоящее время считается утерянной.
В основу сценария ещё одного фильма легла также другая, так и не опубликованная пьеса Кэмпбелла Диксона «Эшенден», написанная по мотивам входящих в одноимённый сборник Уильяма Сомерсета Моэма рассказах шпионской тематики «Безволосый мексиканец» (англ. The Hairless Mexican) и «Предатель» (англ. The Traitor). Она была использована при создании кинокартины режиссёра Альфреда Хичкока «Секретный агент», вышедшей на экраны в 1936 году. Адаптация не непосредственно оригинального литературного произведения, а его драматической обработки, является достаточно распространённой практикой в британском кинематографе; тем не менее в данном случае преимущественно была заимствована только романтическая сюжетная линия, внесённая Диксоном, — о подставной супруге главного героя-шпиона, на которой тот в итоге действительно женится. В остальном же сценарий был написан Чарльзом Беннеттом и отвечавшими за разработку диалогов Джоном Хэем Бейтом (под псевдонимом Иэн Хэй) и Джесси Ласки-младшим практически с нуля на основе исходных произведений, однако было принято решение оставить ссылку на пьесу как первоисточник.

### Личная жизнь

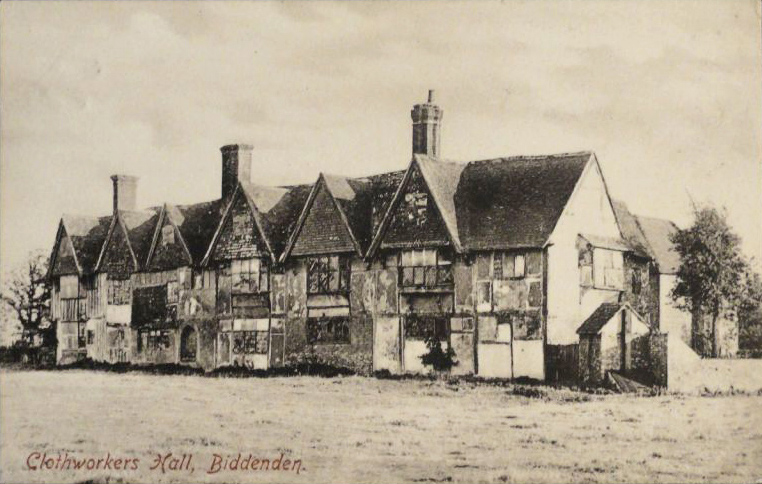
Дом ткачей в Бидденден (около 1908 года)

Диксон был женат дважды. В июне 1925 года он сочетался браком с Элис Трелфолл (1897—1955), в девичестве — Симпсон, у которой уже была 6-летняя дочь Памела от первого брака с другим австралийским журналистом Мартином Трелфоллом, внуком первого почётного консула России в Сиднее Эдмонда Монсона Поля и племянником учёного Ричарда Трелфолла. Элис и Джордж Диксон познакомились ещё до её развода с Мартином и в 1923 году в том числе приняли участие в качестве пары в нескольких танцевальных конкурсах (в некоторых из них одержав победу). В сентябре 1924 года, несмотря на вынесенное ранее решение суда, предписывавшее вернуться к супругу, Элис с дочерью и сестрой отплыла в Великобританию. Тогда же подходил к завершению и вояж Диксона в Лондон. В октябре того же года судом по разводам по заявлению Трелфолла было выдано отсроченное предписание (англ. decree nisi) о расторжении брака, и в мае 1925 года он был расторгнут окончательно.
Позднее, в июне 1942 года, Диксон женился на радиоведущей BBC Лилиан Дафф (1915—1994). Их дочь Энн Кэмпбелл Диксон (1946—2005), ставшая крестницей режиссёра Александра Корды (секретарём которого некоторое время работала Дафф), как и родители, построила карьеру в журналистике и в частности вела в газете The Daily Telegraph колонку «Day Out», посвящённую достопримечательностям и развлекательным мероприятиям, а также рубрику составляемых ею кроссвордов и других лингвистических головоломок.
В августе 1951 года в соответствии с Законом о британском гражданстве, принятым в 1948 году, Диксон был натурализован как подданный Великобритании.
На 1957 год Диксон жил на мьюзе Харли-плейс в лондонском районе Марилебон, а также в историческом Доме ткачей в Биддендене (графство Кент), построенном не позднее конца XV века, в период расцвета суконного производства, и включённом в список национального достояния Англии как объект 1-й категории.
Диксон состоял в джентльменском Гарриковском клубе. К крикету журналист сохранил интерес и в зрелом возрасте. Помимо прочего, его увлечениями были игра в гольф и стрельба.

## Творчество и реакция

### Публицистические произведения

#### «Из Мельбурна в Москву» (1925)
По сути книга состоит из статей, опубликованных Диксоном в австралийской и новозеландской прессе во время своей поездки в 1924 году из Австралии через Восточную Азию и Россию в Лондон. Автор посетил административный центр Северной территории Австралии Дарвин, Яву, Сингапур, Маньчжурию, Кантон, Японию, Корею, СССР, беседовал с премьер-министром Гоминьдана Сунь Ятсеном, премьер-министром Китайской республики (Бэйянского правительства) Веллингтоном Ку, лидером Фэнтяньской клики Чжан Цзолинем, бывшим мэром Токио и министром внутренних дел Японии Гото Симпэем, Айседорой Дункан, членом Президиума ЦИК СССР М. И. Калининым (разговор с последним, однако, им не был записан).
Работу называют ценным описанием положения стран Востока, несмотря на то, что уже вскоре часть ключевых фактов можно было счесть устаревшими. Как самую интересную часть обозреватели выделяют описание России при власти большевиков, в частности обращая внимание на замечания автора о роли Москвы, в которой тщательно поддерживается чистота на улицах, как витрины для иностранных гостей, а также о том, что вопреки антитеистической идеологии властных кругов страна производит впечатление самой набожной в мире.
По мнению авторов отзывов, Диксон подходит к повествованию максимально объективно, с позиции не просто путешественника, но опытного журналиста, применяя соответствующие навыки. Хотя ему и не всегда удаётся избежать несколько предвзятых обобщений, несмотря на то что об опасности таковых в своём тексте предупреждает даже он сам.

#### «Венеция, Виченца и Верона» (1959)
Альбом из 72 цветных фотографий итальянских городов Венеции, Виченцы и Вероны с сопроводительным текстом, в котором автор излагает свои рассуждения об архитектуре и даёт некоторые исторические справки.
Рецензенты отмечают очень плохую цветопередачу иллюстраций, часто — расфокусировку, не позволяющую рассмотреть детали, а также блёклость. При этом обозреватель The Times Literary Supplement выделяет последнее как не слишком плохую особенность по сравнению с другими публикациями такого рода, где изображения нередко, наоборот, выглядят слишком резкими и грубыми. По наполнению фотографии в основном оценивают положительно, а некоторые из них характеризуются критиками как впечатляющие по настроению и композиции; хотя Сирил Рэй из журнала The Spectator называет их банальными и непостоянными. Колумнисты из The New Yorker и The Illustrated London News выразили заинтересованность тем, кто же является автором фото (издателем эти сведения не приведены).
Обозреватели склоняются к точке зрения, что выразительный индивидуальный стиль и энергичность повествования максимально отдаляют эту работу от типичных монотонных путеводителей, что согласуется с высказанной в тексте позицией самого Диксона о том, что он писал не путеводитель. Сам по себе выбор Венеции в качестве предмета одной из частей рецензенты находят неактуальным в силу значительной избитости темы. Материал называют высоко информативным. В то же время, по мнению Сирила Рэя, подход к информационной составляющей не очень скрупулёзен, а издание в целом является явно любительским — с уточнением, что проявляется данное качество, на его взгляд, в наилучшей возможной форме.

### Драматические произведения

#### «Этот путь в рай» (1928)
Изначально для пьесы, основанной на романе Олдоса Хаксли «Контрапункт», антрепренёр Леон М. Лайон, купивший в августе 1929 года права на постановку спектакля по всему миру, выбрал название «Дом стыда» (англ. House of Shame). Своё окончательное заглавие она получила лишь чуть более чем за неделю до премьеры, состоявшейся 30 января 1930 года в Театре Дэли. Хаксли, лично посетивший генеральную репетицию, отметил, что, несмотря на некоторые первоначальные опасения за результат, это позволило ему лучше понять изнанку работы драматурга и серьёзно вдохновило на дальнейшее творчество, включая доработку собственных произведений.

#### «Деньги! Деньги!!» (1931)
Переработанная Кэмпбеллом Диксоном по переводу на английский язык, выполненному писательницей Ноэль (Энни О’Мира) де Вик Бимиш, пьеса итальянского драматурга Луиджи Чьярелли Fuochi d’artificio (с итал. — «Фейерверк»). Премьера оригинальной версии состоялась 7 февраля 1923 года в туринском Театре Витторио Альфьери. По уровню признания и числу переводов на другие языки из творчества Чьярелли её превосходила только единственная, наиболее известная его работа La maschera e il volto (с итал. — «Маска и лицо»).
Адаптация Диксона в трёх актах вновь в постановке Леона М. Лайона была впервые представлена публике 24 февраля 1931 года в Лондоне, в театре «Ройялти» и на месяц вошла в его постоянный репертуар.
Итальянский дворянин Джерард, граф Джерси, (в исполнении Хью Уэйкфилда) лишается в Нью-Йорке всего своего состояния и после безуспешных попыток его восстановить возвращается из Америки на родину в сопровождении нового знакомого — экстравагантного земляка Скараманции (имя персонажа отсылает к герою комедии дель арте Скарамучче; роль исполнил сам Лайон), тоже бедного, но энергичного и находчивого, который теперь изображает его личного помощника. Со спутником граф делится намерением покончить с собой.
В Риме Скараманции удаётся поселить Джерарда в лучшем номере престижного отеля и организовать роскошный ужин для его друзей. Всё это способствует распространению слухов не о растраченных, а вовсе о преумноженных богатствах — как и дальнейшие действия Скараманции, который, активно вращаясь в высших кругах общества, подобные предположения нисколько не отрицает. Созданное впечатление настолько сильно, что не только не даёт публике поверить личному признанию графа о том, что у него нет ни гроша, но и создаёт ему кредит доверия, в результате позволивший вместе с ловкими финансовыми махинациями Скараманции и в действительности заработать крупную сумму.
В это время соседка Джерарда по гостинице Десса Д’Эльсинг (Жанна де Касалис), прежде бывшая его возлюбленной, а ныне помолвленная с престарелым ловеласом принцем Брони (Брембер Уиллс), по подсказке Скараманции спасает графа при попытке самоубийства. Поначалу пара намеревается возобновить отношения, но Джерард всё же решает уйти к дочери принца Елене (Хэзер Эйнджел) (в которую, как выясняется, он был давно влюблён), ранее слушавшей советы Скараманции о том, как добиться согласия отца на этот брак. И граф оставляет ради неё и прошлых недалёких друзей как Дессу, так и Скараманцию без слов благодарности, а последнего — и без денег.
С точки зрения театрального критика британского журнала Punch Джозефа Торпа, название перевода более актуально, так как деньги — это то, что беспокоит всех. Обозреватель газеты The Daily Telegraph говорит об адаптации Диксона как об очень умелой. При этом, по мнению Джорджа Бишопа из издания The Era, британская версия всё же не дотягивает до «Маски и лица», и впечатление, возможно, было бы приятнее, если бы Диксон сократил хронометраж диалогов на несколько десятков минут.
Фантастичное и в определённой степени циничное действие держится преимущественно на персонажах Лайона и Уэйкфилда — на энергичности Скараманции и юмористических ситуациях, в которых оказывается Джерард. Колумнист The Stage также добавляет сюда самоотверженность Дессы в исполнении Жанны де Касалис.
Уэйкфилд играет менее воодушевлённо, чем обычно, без возможности в полной мере раскрыть свой комический талант, поскольку, будучи и в целом хорошим актёром, он не может себе позволить исполнять весело и свободно роль идущего на самоубийство. По отношению к говорливому персонажу Лайона он остаётся на втором плане.
В свою очередь роль Скараманции находят блестящей и невероятно экстравагантной. Персонаж в исполнении Лайона — энергичный, активно жестикулирующий, находчивый, манерный, велеречивый добропорядочный с виду жулик. Действие наиболее динамично и увлекательно развивается в моменты описания его финансовых предприятий, практически убеждая в том, что всё действительно так легко, как удаётся ему. Джозеф Торп из журнала Punch, оценивая игру Лайона как умную и крепкую, тем не менее считает образ Скараманции несколько перегружающим пьесу и утомляющим, предполагая, что Лайон действует медленнее, чем подразумевалось оригиналом. Джордж Бишоп в The Era отмечает, что желательно, чтобы живее была и постановка в целом, списывая её недостатки в том числе на возможную нехватку репетиций.
Рецензенты солидарны, что Брембер Уиллс — на своём месте в шутовской роли вспыльчивого и брюзжащего пожилого принца-ловеласа.
Небольшие партии — в том числе исполненные актрисами Агнес Локлэн и Пруденс Ванбру — в основном называют умелыми и украшающими пьесу, несмотря на то, что действие давало им мало возможностей себя проявить. Однако Торп нашёл их невпечатляющими.
Автор отзыва в The Times указывает на нехватку материала для достаточной убедительности также и у сыгранной Эйнджел роли Елены, в то же время созвучно с другими журналистами отмечая, что исполнение было милым.
Жанна де Касалис в более привлекательной на фоне других её амплуа роли одновременно шаловливой и искренней Дессы старается максимально использовать каждую свою сцену, играя на руку весёлой атмосфере пьесы, но остаётся эмоционально ограниченной и в наиболее чувственных фрагментах — в особенности в заключительном действии. В целом женские персонажи не находят своей ниши в гротескном повествовании. По мнению Джейкоба Томаса Грейна, обозревавшего постановку в журнале The Sketch, причина этого, как и слабости последнего акта, не в игре Касалис как таковой, а, возможно, в особенностях адаптированной версии.
Обозреватели сходятся во мнении, что веселье, фарс, гротеск и свойственные стилю Чиарелли невероятные обстоятельства являются оболочкой для сатиры, остроумных и даже философских идей (в частности, что «мужчина настолько богат, а женщина настолько испорчена, насколько их считают» и что «мир — ничего не значащие шум и страсти»), а также отдельных реалистических элементов.
Постановку относят к практически чистой комедии, умной и интересной, где напряжённая драма проявляется лишь изредка. Торп видит здесь нарушение баланса, препятствующее столь экстравагантному и хорошему в деталях произведению стать в совокупности более привлекательным.

#### «Друг Цезаря» (1933)
Три акта. Премьера — в марте 1933 года в Вестминстерском театре. Пьеса трижды экранизировалась BBC для телевидения — в 1939, 1947 и 1954 годах, версия 1939 года являлась первой в истории телеадаптацией произведения на библейский сюжет. О существовании каких-либо сохранившихся записей показов неизвестно. Театральная постановка драмы на родине Диксона, в Австралии, в августе 1936 года — одна из выполненных труппой Unnamed Players — была выбрана первой для оказания спонсорской помощи из фонда Национального театрального движения, созданного годом ранее с целью поддержки писателей и композиторов австралийского происхождения.
Ход действия, за исключением двух небольших фрагментов, авторы старались придерживать близко к тексту четырёх канонических Евангелий. Сюжет посвящён событиям последних суток жизни Христа — от предательства Иуды до Распятия. Главный герой — Понтий Пилат, который и подразумевается под титульным «другом Цезаря», опасаясь потерять доверие того (то есть римского императора Тиберия Юлия Цезаря Августа), если примет неверное решение в деле Иисуса.
Всем героям придана достаточно сильная мотивация действий, что не позволяет кого-либо из них считать строго отрицательным. В том числе Пилат и Иуда показаны неоднозначными персонажами, имеющими «свою правду» и не являющимися «злодеями» как таковыми. В речи героев используются современные времени написания язык и идиомы (на грани сленга). По мнению автора радиопостановок пьесы для BBC Home Service 1950 и 1951 (в рамках передачи Saturday Night Theatre, с англ. — «Театр субботнего вечера») годов Оуэна Рида, в оригинальном спектакле исполнявшего роль Иосифа Аримафейского, по жанру произведение представляет собой «чистую» драму, нежели религиозную.

#### «Олд-Бейли» (1935)
Первоначальным названием пьесы было «Защита миссис Фэррон» (англ. Mrs. Farron's Defence). Спектакль в организованной Ноэлем Хаулеттом собственной постановке Диксона совместно с труппой Charta Theatre был представлен единственный раз в Вестминстерском театре 20 января 1935 года.
В Центральном уголовном суде Лондона (также известном как Олд-Бейли) тщеславному королевскому адвокату Гаю Брэмптону (Генри Холлет) успешно удаётся провести линию защиты, добившись оправдания клиентки — ранее популярной киноактрисы Елены Фэррон (Маргарет Роулингс), обвиняемой в убийстве с целью наживы обеспеченного супруга (Гилберт Дэвис), на чьи средства она тайно содержала своего любовника-актёра Пола Леона (Филип Морант). Поддавшись очарованию девушки, Гай женится на ней, но в дальнейшем, поняв, что преступление совершила действительно она, и узнав, что отношения между любовниками, несмотря ни на что, так и не были прекращены, и сам решается на убийство их обоих. Однако в последний момент его успевает остановить и образумить влюблённая в него коллега-юрист.
Постановку характеризуют как сатирический триллер или мелодраму. Джошуа Лоу из журнала Variety и Лесли Рис из газеты The Era отметили сходство черт истории с типичными для киносценария, посчитав это логичным следствием работы Диксона кинокритиком. При этом Лоу указал на присутствие очень примечательных, на его взгляд, образов и диалогов и оценил пьесу как в целом написанную на достойном уровне. Рис выступил в более негативном ключе, напротив, посетовав на то, что пьеса, будучи рядовой мелодрамой, состоящей из шаблонных для американского кино персонажей и ситуаций, таким образом, существенно проигрывает на фоне высококлассной, продемонстрировавшей большой потенциал Диксона работы «Друг Цезаря». Тем не менее Рис замечает, что «Олд-Бейли» при всём том не столь претенциозна, чтобы такие её свойства заставляли зрителя скучать.
По мнению Риса, злая сущность отвратительного персонажа Елены в исполнении Роулингс была представлена слишком явно, во взгляде на что с ним разошлись издания The Stage и Daily Herald, которые посчитали её игру очаровательно выразительной и энергичной. Также те похвалили Холлета за силу и достоинство воплощённого им образа адвоката. Daily Mail одобрительно высказалась о сатирическом оттенке его партии, как и Рис, который, впрочем, нашёл защитную речь до неубедительности вычурной. Среди ролей второго плана наиболее высоко Рис оценил эпизодическое появление Уильяма Дьюхёрста в образе судьи. Рецензент The Stage нашёл изящным изображение Филипом Морантом разлагающейся личности актёра Леона, а исполнение Мюриел Минти роли домработницы семьи Фэррон, подстрекавшей Елену на преступление, — зловещим. Лоу высоко отозвался об актёрском коллективе, признав, однако, что отдельные его члены не столь подходят, как могли бы, и предположив, что некоторые сцены, где исполнители, на его взгляд, переигрывают, являются следствием недостатка репетиций.
Рецензенты сходно говорят о том, что качество постановки после несколько слабого начала по ходу действия улучшается, и указывают на развязку как на лучшую её часть, неожиданную и оригинальную. Однако одновременно с этим, по впечатлению автора статьи в The Stage, спектакль становится неприятно неправдоподобным вплоть до исчезновения художественной ценности. Невысокую и в целом, с их точки зрения, убедительность подвергли критике также Рис, который, будучи настроенным к игре труппы резко критично, приписал так или иначе присутствующие цельность и развитие действия исключительно способностям Диксона, и колумнист The Times. Последний, кроме того, назвал негативной особенностью слишком спешный ход событий. По мнению Джошуа Лоу из Variety, помимо прочего, декорации были выполнены небрежно. Резюмируя же свою точку зрения, он высказался о том, что у пьесы есть задатки для переработки в куда более заслуживающую внимания мелодраму.
Зрителями постановка (в особенности сцена суда) была воспринята положительно, и по окончании представления публика вызвала на сцену Диксона, во избежание излишнего внимания смотревшего пьесу с супругой из партера.